# Henri Perly
Henri Perly, né le 27 février 1928 à La Chapelle-au-Riboul (Mayenne) et mort le 24 septembre 2023 à Nantes,, est un coureur cycliste français.
Il passe professionnel en 1952. C'est un coureur de critériums réputé. Il porte le maillot de leader du Tour de l'Ouest avant d'abandonner lors de la dernière étape. 
En 1955, il termine septième de Paris-Nice,.

## Palmarès
- 1948
  - 3e du Circuit des Trois Provinces
- 1951
  - Paris-Caen
  - 13e et 15e étape de la Route de France
  - 2e étape du Tour du Calvados
  - 2e du Grand Prix de Granville
  - 2e du Grand Prix des Biscottes Magdeleine
- 1952
  - 2e étape du Tour de l'Oise
  - 3e du Grand Prix des Biscottes Magdeleine
- 1955
  - 7e de Paris-Nice
- 1956
  - 3e étape du Circuit de la Sarthe
  - Circuit de l'Èvre
  - Circuit des Trois Provinces
  - 2e de Caen-Rouen
- 1957
  - 2e étape du Tour d'Eure-et-Loir
  - Circuit des Deux Provinces
- 1958
  - 2e du Circuit de la Sarthe